# Verba volant, scripta manent
Verba volant, scripta manent è una locuzione latina che, tradotta letteralmente, significa "le parole volano, gli scritti rimangono".
Questo antico proverbio, che trae origine da un discorso di Caio Tito al senato romano, insinua la prudenza nello scrivere, perché, se le parole facilmente si dimenticano, gli scritti possono sempre formare documenti incontrovertibili. D'altro canto, se si vuole stabilire un accordo, è meglio mettere "nero su bianco" e quindi agendo con i fatti, piuttosto che ricorrere ad accordi verbali facilmente contestabili a posteriori. 
Tuttavia è da notare che tale proverbio aveva in origine una valenza del tutto opposta. In un'epoca in cui i più erano analfabeti, stava a indicare che le parole viaggiano, volano di bocca in bocca e permettono che il loro messaggio continui a circolare (Parole alate), mentre gli scritti restano, fissi e immobili, a impolverarsi senza diffondere il loro contenuto.